# Bootschen
Bootschen (auch: bootschnen, von alemannisch botsch(n)e „Boccia spielen“) ist ein jenisches Spiel. Ähnliche Spiele sind Boßeln, Boccia, Pétanque, Boule und Platzgen. Zum Bootschen müssen jedoch keine Utensilien wie Kugeln usw. gekauft werden und es werden keine speziellen Anforderungen an die Beschaffenheit des Spielfelds gestellt. Als Wurfgegenstand dienen Steine, deren Größe und Form die Spieler nach eigenen Vorlieben auswählen. Ziel des Spieles ist, seinen eigenen Bootsch möglichst nahe an das Plamp, den Zielgegenstand, zu werfen. Anders als bei den meisten Boccia-artigen Spielen wird das Plamp nicht geworfen, sondern aufgestellt.

## Spielregeln
Bootschen wird nach regional leicht unterschiedlichen Spielregeln gespielt. Es gibt Varianten des Einzelspiels und als Mannschaftssport.
Schweizer Turnierregeln (Auszug)
Jeder Einzelspieler oder Mannschaft hat 6 Bootsche mit der gleichen Farbe/Kennzeichnung.
Zu Beginn jeder Runde wird das Plamp vom Spielleiter aufgestellt.
Das Spielfeld misst 10 bis 15 Metern (7 m für Jugendliche) und ist mindestens 2 Meter breit.
Innerhalb der Mannschaft können die Spieler die Reihenfolge der Werfer jederzeit frei entscheiden und wechseln.
Die zweite und folgende Runden werden jeweils von der zuvor bei der Platzwertung unterliegenden Mannschaft eröffnet.
Nach dem ersten Wurf der ersten Mannschaft spielt die zweite Mannschaft so lange, bis sie einen Bootsch näher am Plamp liegen hat als Mannschaft 1 oder alle ihre Bootsche gesetzt sind.
Bis zum Ende der Runde „zieht“ immer der dem Plamp am nächsten liegende Bootsch. Das heisst, die schlechtergestellte Mannschaft bleibt immer so lange am Werfen, bis einer ihrer Bootsche „zieht“.
Solange ein Bootsch (auch nur teilweise) von einem andern Bootsch überdeckt wird, ist er aus dem Spiel. Sowohl für das „Ziehen“ als auch für das Zählen gilt immer nur der obere Bootsch. Wird der untere Bootsch durch das Spielgeschehen wieder freigelegt, zählt er wieder normal.
Jede Runde endet mit dem 12. Wurf.
Schweizer Punkte-Regeln
Pro Runde werden folgende Punkte vergeben:
erster Volltreffer auf das Plamp (das Plamp muss fallen): 4 Punkte
dem Plamp am nächsten liegender Bootsch: 2 Punkte
sofern der zweitnächste Bootsch zur selben Mannschaft gehört: 1 Punkt
Das Spiel endet, wenn die erste Mannschaft 13 Punkte erreicht hat.

## Wettkämpfe
Austragungsorte der Bootschspiele sind üblicherweise auf oder in der Nähe von Stellplätzen der auf Reise lebenden Jenischen. Im Herbst 2005 wurde in Singen weltweit erstmals ein Bootsch-Turnier mit Wanderpokal durchgeführt. Die Mannschaft Freiburg/Pfullendorf gewann dieses Turnier. Seither findet dieses Turnier alljährlich Anfang Oktober statt. Der Verein der Jenischen e.V. stellt diesen alten Volksbrauch damit in den Zusammenhang zeitgenössischen jenischen Kulturlebens und präsentiert das Spiel einem größeren Publikum. Im Herbst 2010 wurde im Rahmen der Feckerchilbi die erste Schweizermeisterschaft im Bootschen durchgeführt. Das Team „qwanti Jogge“ wurde mit 42 Punkten erste Schweizermeister. 2011 wurde in Basel der weltweit erste Bootsch-Club gegründet. «Maselsassi – Bootsch-Club Basel» will das Spiel aus der Kiesgrube in die Städte bringen und so zur Anerkennung und Integration der Jenischen in der Mehrheitsgesellschaft beitragen.
| Das Bootschen: Bilder vom Bootsch-Turnier Singen 2005 | Das Bootschen: Bilder vom Bootsch-Turnier Singen 2005 | Das Bootschen: Bilder vom Bootsch-Turnier Singen 2005 | Das Bootschen: Bilder vom Bootsch-Turnier Singen 2005 |
| ----------------------------------------------------- | ----------------------------------------------------- | ----------------------------------------------------- | ----------------------------------------------------- |
|                                                       |                                                       |                                                       |                                                       |